# 2019年相模原市長選挙
2019年相模原市長選挙は2019年（平成31年）4月7日の第19回統一地方選挙において執行された神奈川県相模原市の市長選挙である。

## データ
- 告示  - 2019年（平成31年）3月24日（政令指定都市市長選挙一斉告示日）
- 投開票日 - 2019年（平成31年）4月7日

### 同日選挙
- 神奈川県議会議員選挙
- 相模原市議会議員選挙
- 2019年神奈川県知事選挙

## 主な争点
- リニア中央新幹線新駅のまちづくり
- 相模総合補給廠跡地のまちづくり
- 現市政に対する評価

## 候補者
| 候補者名 （読みかた）                | 年齢 | 党派   | 肩書きと代表的経歴                                               | 公式サイト     |
| ------------------------------------ | ---- | ------ | ---------------------------------------------------------------- | -------------- |
| 本村賢太郎 （もとむら けんたろう）   | 48   | 無所属 | 団体役員 元衆議院議員 元神奈川県議会議員 元会社員                | もとむら賢太郎 |
| 宮崎雄一郎 （みやざき ゆういちろう） | 52   | 無所属 | 元相模原市議会議員 元日本航空旅客機機長 日本ティーボール協会理事 |                |
| 加山俊夫 （かやま としお）           | 73   | 無所属 | 相模原市長 元相模原市職員                                        |                |
| 八木大二郎 （やぎ だいじろう）       | 55   | 無所属 | 元神奈川県議会議員 元相模原市議会議員 元城山町長 元城山町職員    |                |

（候補者情報）

### 立候補を取りやめた人物
- 野元弘幸 - 首都大学東京教授・市民団体共同代表
  - 2019年2月1日に立候補を表明したが[3]、支援団体からの要請で3月15日に立候補を断念[4]。

## タイムライン
2018年
- 5月1日 - 宮崎が会見で立候補を表明[5]。
- 8月31日 - 現職の加山が4選を目指し立候補を表明[6]。
- 9月10日 - 八木が会見で立候補を表明[7]

2019年
- 1月10日 - 本村が会見で立候補を表明[8]。

## 選挙結果
当日有権者数　591,284人（男性：296,342人、女性：294,942人）、投票者数　289,168人（男性：141,993人、女性：147,175人）、投票率48.91％（前回比2.04ポイント上昇）
元民進党国会議員の本村が、政党の支援を受けない姿勢をアピールして旧民進党支持層のほか無党派層や保守層にも浸透したのに対し、前回まで与野党相乗りで当選を重ねてきた（2011年、2015年はそれぞれ自民・民主・公明推薦）加山陣営を支援してきた自民党は一部の市議、大多数の県議が八木支持に回ったほか、自民党籍を持つ市議の宮崎が立候補したことで事実上の保守分裂選挙を展開。いずれも支持をまとめきれなかった。
2019年相模原市長選挙投票先
※当日有権者数：289,168人 最終投票率：48.91%（前回比：-2.04pts）
| 候補者名   | 年齢 | 所属党派 | 新旧別 | 得票数    | 得票率 | 推薦・支持 |
| ---------- | ---- | -------- | ------ | --------- | ------ | ---------- |
| 本村賢太郎 | 48   | 無所属   | 新     | 132,186票 | 46.73% |            |
| 加山俊夫   | 74   | 無所属   | 現     | 74,456票  | 26.32% |            |
| 宮崎雄一郎 | 52   | 無所属   | 新     | 40,467票  | 14.31% |            |
| 八木大二郎 | 55   | 無所属   | 新     | 35,753票  | 12.64% |            |

| 区     | 本村賢太郎 | 本村賢太郎 | 加山俊夫 | 加山俊夫 | 宮崎雄一郎 | 宮崎雄一郎 | 八木大二郎 | 八木大二郎 |
| 区     | 得票       | %          | 得票     | %        | 得票       | %          | 得票       | %          |
| ------ | ---------- | ---------- | -------- | -------- | ---------- | ---------- | ---------- | ---------- |
| 合計   | 132,186    | 46.73%     | 74,456   | 26.32%   | 40,467     | 14.31%     | 35,753     | 12.64%     |
| 緑区   | 27,015     | 38.52%     | 17,156   | 24.46%   | 7,216      | 10.29%     | 18,741     | 26.72%     |
| 中央区 | 49,309     | 47.04%     | 27,601   | 26.33%   | 18,840     | 17.97%     | 9,078      | 8.66%      |
| 南区   | 55,862     | 51.77%     | 29,699   | 27.52%   | 14,411     | 13.36%     | 7,934      | 7.35%      |